# Национален археологически музей (Атина)
Националният археологически музей (на гръцки: Εθνικό Αρχαιολογικό Μουσείο) в Атина съхранява някои от най-важните артефакти от различни археологически обекти в Гърция, обхващащи периодите от праисторията до късната античност. Смятан е за един от най-големите музеи в света и съдържа най-богатата колекция от древногръцки антични артефакти в света. Разположен е в района на Екзархия в централната част на Атина между улиците Епир, Бубулинас и Тосицас, а входът му е на улица Патисион, в непосредствена близост до историческата сграда на Атинския политехнически университет.

## История
Първият национален археологически музей в Гърция е създаден от Йоан Каподистрия в Егина през 1829 г. Впоследствие археологическата колекция е местена на няколко места до 1858 г., когато е обявен международен архитектурен конкурс за местоположение и проект на новия музей.
През 1866 г. е определено местоположението, като Елени Тосица дарява парцела и строителството започва, финансирано от гръцкото правителство, Гръцкото археологическо дружество и обществото на Микена. Сградата е завършена през 1889 г. Основни спонсори са Деметриос и Николаос Вернардакис от Санкт Петербург, които даряват голяма сума за завършването на музея.
Първоначалното име на музея е Централен музей. Преименуван е със сегашното си име през 1881 г. от министър-председателя на Гърция Харилаос Трикупис. През 1887 г. куратор на музея става известният археолог Валериос Стаис.
По време на Втората световна война музеят е затворен, а експонатите са прибрани в специални защитни кутии и заровени, за да се избегне тяхното унищожаване и разграбване. През 1945 г. са изложени отново под ръководството на Христос Карузос и Семни Карузу. В южното крило на музея се помещава Епиграфският музей с най-богатата колекция от надписи в света. Музеят с надписи се разширява между 1953 и 1960 г. с архитектурните проекти на Патроклос Карантинос.
През 2023 г. гръцкото правителство одобрява проект за подземно разширение на музея от 20 000 квадратни метра. Очаква се разширението да бъде завършено до 2028 г. и ще включва градина на покрива.

## Сградата
Сградата на музея е във внушителен неокласически стил, който е много популярен в Европа по онова време и е в съответствие с артефактите в класически стил, които съхранява. Първоначалният план е замислен от архитекта Лудвиг Ланге и по-късно е модифициран от Панагис Калкос, който е главният архитект, Армодиос Влахос и Ернст Цилер. В предния двор на музея има голяма неокласическа градина, украсена със скулптури.